# 치루산

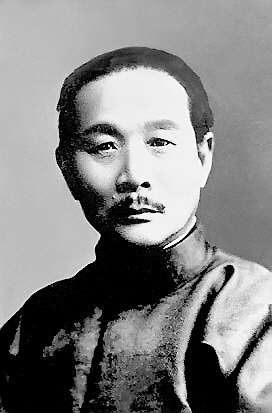

치루산(중국어 간체자: 齐如山, 정체자: 齊如山, 병음: Qí Rúshān, 한자음: 제여산, 1877년 12월 12일 ∼ 1962년 3월 18일)은 경극 작자, 역사학자, 희곡 이론가이다.

## 생애
허베이성(河北省) 바오딩시(保定市) 가오양현(高陽縣) 출신으로 경극 집안에서 태어나 오랫동안 경극과 함께했다. 일찍이 서구에서 유학해 유럽 연극을 두루 섭렵하고 귀국한 뒤, 중국에 유럽 연극을 소개했을 뿐 아니라 경극을 개혁하기 위해 노력했다.
1912년 베이징에서 메이란팡(梅蘭芳)의 몸동작과 그가 공연한 극본의 문장에 대해 조언함으로써 메이란팡과 지기(知己)가 되었다. 이후 메이란팡의 공연을 위해 극본 문장을 수정하고 몸 동작을 조정하는 등 메이란팡과 공동으로 작업을 진행했다. 1916년부터 치루산은 리스칸(李釋戡) 등과 함께 메이란팡을 위해 40여 편이 넘는 극을 지속적으로 창작하거나 개편했다. ＜패왕별희＞, ＜천녀산화(天女散花)＞, ＜낙신(洛神)＞, ＜태진외전(太眞外傳)＞ 등이 대표적인 작품이다. 이들의 공동 작업은 경극 무대에 개성 있는 여성 배역의 형상을 만드는 데 기여해 경극을 새로운 차원으로 끌어올렸을 뿐만 아니라 메이란팡이 경극 천재라는 칭송을 받을 수 있게 했다.
1931년 메이란팡, 장보쥐(張伯駒) 등과 베이핑 국극학회(北平國劇學會)를 조직해 ≪희극총간(戱劇叢刊)≫과 ≪국극화보(國劇畵報)≫를 편집·출판하는 동시에 진귀한 희곡 자료를 수집했다. 또 부설로 국극전습소(國劇傳習所)를 설립해 류중추(劉中秋), 궈젠잉(郭建英) 등 학생 75명을 교육했다. 논저에는 ≪중국극지조직(中國劇之組織)≫, ≪경극지변천(京劇之變遷)≫, ≪국극신단보(國劇身段譜≫ 등이 있는데, 이를 모두 합해 ≪치루산극학총서(齊如山劇學叢書)≫라고 한다. 일찍이 베이핑 여자문리학원의 교수를 지냈고, 1962년 타이완에서 병사했다.